# Coppa di Francia 1952-1953
La Coppa di Francia 1952-1953 è stata la 36ª edizione della coppa nazionale di calcio francese.

## Risultati

### Trentaduesimi di finale
| Squadra 1           | Risultato   | Squadra 2           |
| ------------------- | ----------- | ------------------- |
| Olympique Alès      | 2 - 0       | US Saint-Gaudens    |
| Montpellier         | 5 - 1       | VGA Saint-Maur      |
| FC Nancy            | 3 - 1       | Rouen               |
| Nizza               | 4 - 3       | Bordeaux            |
| RC Paris            | 2 - 1       | Nantes              |
| Stade Français      | 3 - 1       | Nîmes               |
| Stade Pontivyen     | 4 - 2       | CA Montreuil        |
| Saint-Étienne       | 2 - 1       | Valenciennes        |
| Red Star            | 3 - 1       | ES Pure-Messempré   |
| Sedan-Torcy         | 4 - 1       | Boulogne            |
| Sète                | 3 - 1       | SPN Vernon          |
| Sochaux             | 1 - 0       | Roubaix-Tourcoing   |
| Tolosa              | 2 - 1       | Brest               |
| AS Troyes-Sav.      | 3 - 1       | Cannes              |
| Villefranche        | 4 - 3       | CO Saint-Dizier     |
| Monaco              | 3 - 2       | Strasburgo          |
| Metz                | 0 - 0 (dts) | Tolone              |
| Olympique Lione     | 7 - 0       | Saint-Malo          |
| Angers              | 2 - 1       | AJ Rochechouart     |
| Annecy              | 4 - 1       | CA Château-Gombert  |
| JA Armentières      | 3 - 1       | Perpignan           |
| Besançon            | 2 - 1       | Olympique Marsiglia |
| SC Bastidienne      | 2 - 1       | Stade Béthunois     |
| Caen                | 2 - 1       | Stade Reims         |
| Dieppe              | 3 - 0       | CS Stiring-Wendel   |
| Draguignan          | 1 - 0       | Rennes              |
| Grenoble            | 3 - 1       | Avion               |
| Le Havre            | 3 - 0       | La Rochelle         |
| US La Seyne-sur-Mer | 1 - 0       | Poissy              |
| Lens                | 1 - 0       | Béziers             |
| Lilla               | 5 - 1       | CO Roche-la-Molière |
| USB Longwy          | 1 - 0       | Quevilly-Rouen      |

#### Spareggi
| Squadra 1 | Risultato | Squadra 2 |
| --------- | --------- | --------- |
| Metz      | 6 - 0     | Tolone    |

### Sedicesimi di finale
| Squadra 1       | Risultato   | Squadra 2           |
| --------------- | ----------- | ------------------- |
| Olympique Alès  | 1 - 0       | Montpellier         |
| AS Troyes-Sav.  | 4 - 3       | Besançon            |
| Tolosa          | 1 - 0       | Villefranche        |
| Sète            | 5 - 2       | SC Bastidienne      |
| Red Star        | 4 - 1       | Annecy              |
| Saint-Étienne   | 2 - 0       | Sochaux             |
| Stade Pontivyen | 3 - 1       | Dieppe              |
| Stade Français  | 2 - 2 (dts) | Lens                |
| Nizza           | 2 - 0       | Caen                |
| FC Nancy        | 5 - 0       | US La Seyne-sur-Mer |
| Grenoble        | 0 - 0 (dts) | Sedan-Torcy         |
| Le Havre        | 2 - 0       | JA Armentières      |
| Lilla           | 5 - 0       | Angers              |
| Olympique Lione | 0 - 0 (dts) | Draguignan          |
| Metz            | 5 - 0       | USB Longwy          |
| Monaco          | 0 - 0 (dts) | RC Paris            |

#### Spareggi
| Squadra 1       | Risultato | Squadra 2   |
| --------------- | --------- | ----------- |
| Stade Français  | 3 - 0     | Lens        |
| Grenoble        | 5 - 0     | Sedan-Torcy |
| Olympique Lione | 6 - 0     | Draguignan  |
| Monaco          | 2 - 0     | RC Paris    |

### Ottavi di finale
| Squadra 1      | Risultato   | Squadra 2        |
| -------------- | ----------- | ---------------- |
| Saint-Étienne  | 1 - 0       | Metz             |
| FC Nancy       | 4 - 3       | Le Havre         |
| Sète           | 3 - 2       | Tolosa           |
| Nizza          | 1 - 0 (dts) | Olympique Alès   |
| Stade Français | 3 - 3 (dts) | Red Star         |
| Lilla          | 7 - 0       | Stade Pontivyen} |
| AS Troyes-Sav. | 1 - 0       | Monaco           |
| Grenoble       | 2 - 1       | Olympique Lione  |

#### Spareggi
| Squadra 1      | Risultato | Squadra 2 |
| -------------- | --------- | --------- |
| Stade Français | 2-0       | Red Star  |

### Quarti di finale
| Squadra 1      | Risultato | Squadra 2      |
| -------------- | --------- | -------------- |
| Saint-Étienne  | 1 - 0     | Sète           |
| Lilla          | 4 - 2     | Nizza          |
| FC Nancy       | 2 - 0     | Grenoble       |
| AS Troyes-Sav. | 3 - 0     | Stade Français |

### Semifinali
| Squadra 1 | Risultato | Squadra 2      |
| --------- | --------- | -------------- |
| Lilla     | 1 - 0     | Saint-Étienne  |
| FC Nancy  | 1 - 0     | AS Troyes-Sav. |

### Finale
| Arbitro: | Marcel Le Foll |

| |            | |
| Vincent 17’ Lefèvre 81’ | Marcatori  | 41’ Belaid |
| César Ruminski Antoine Pazur Cor Van der Hart Pierre Vuye Guillaume Bieganski Marceau Somerlinck André Strappe Jean Vincent Erik Kuld Jensen Jean Baratte Bernard Lefèvre | Formazioni | Jacques Favre Léo Cecchini Roger Mindonnet Hervé Collot Ernest Nunge Christian Bottollier Kurt Clemens Juan Carlos Lorenzo Bachir Belaid Roger Piantoni Léon Deladerrière |
| André Cheuva | Allenatori | Jacques Favre |